# Google Domains
Google Domains était un registraire de nom de domaine créé par Google, filiale d'Alphabet, acquis par Squarespace en 2023.
Google Domains propose l'enregistrement de domaine y compris l'enregistrement de domaine privé, l'hébergement DNS, DNSSEC, DNS dynamique, le transfert de domaine et le transfert de courrier électronique. Il offre également une configuration DNS en un clic qui connecte les domaines avec Blogger, Google Sites, Squarespace, Wix.com, Weebly et Shopify,. Le service est accrédité par l'ICANN.
Google Domains a été lancé publiquement en version bêta le 13 janvier 2015 et a quitté ce statut en mars 2022. De manière anecdotique, Google est devenu un registraire de noms de domaine dès 2005.

## Disponibilité géographique
En juin 2021, le service Google Domains est disponible dans les 23 territoires dans le monde, à savoir l'Australie le Brésil, le Canada, la France, l'Inde, l'Indonésie, l'Italie, le Japon, la Malaisie, le Mexique, les Pays-Bas, la Nouvelle-Zélande, les Philippines, la Pologne, Singapour, l'Afrique du Sud, l'Espagne, la Suède, la Thaïlande, la Turquie, le Royaume-Uni, les États-Unis et le Viêt Nam.
Les utilisateurs ne peuvent effectuer un achat sur Google Domains que si l'adresse de facturation se trouve dans un pays où Google Domains est disponible.